# إيغور ساني
إيغور ساني هو لاعب كرة قدم برتغالي في مركز الهجوم، ولد في 28 ديسمبر 1986 في لشبونة في البرتغال. شارك مع منتخب غينيا بيساو لكرة القدم. أما مع النوادي، فقد لعب مع نادي فاتيما ونادي فارنزي.

## وصلات خارجية
- إيغور ساني على موقع قاعدة بيانات كرة القدم.إي يو (الإنجليزية)
- إيغور ساني على موقع ناشيونال فوتبول تيمز (الإنجليزية)